# Акрилно лепило
Акрилното лепило е тип структурно лепило с висока якост, от порядъка на 60 – 120 kg/cm2. Акрилът е прозрачен полимер с висока здравина и гъвкавост. Акрилните лепила залепват бързо и са с висока здравина благодарение на кръстосаните връзки, които се изграждат по време на полимеризацията на акриловата киселина. Вариации на химичния състав дават различни типове акрилно лепило – с определени свойства според целевото приложение. Продават се в течно състояние, пастообразно състояние и под форма на лента.
Често се прилага под формата на два компонента – инициатор, приложен към едната част материал и лепилен агент – прилаган върху другата част. Двете части се притискат, докато завърши процеса на втвърдяване. Съществуват алтернативни форми, където двата компонента са смесени преди прилагането. Основен компонент е диметакрилатовият естер.
Акрилните лепила не са подходящи за лепене на кожа, памучни и вълнени тъкани.

## Примерен състав на двукомпонентно лепило
Компонент 1: метил метакрилат (ММА) – 50% от теглото, Поли-метакрилна киселина(PMAA), Диетилхексил акрилат

Компонент 2: 4,4’-Дифенилметан диисоцианат (MDI), Преполимер, базиран на MDI, метил метакрилат (ММА), Полимерен дифенилметан-4, 4'-диисоцианат (PMDI), обработени с водород леки парафинови петролни дестилати

Катализатор: Дибензол пероксид и Дициклохексил фталат в равни тегловни части.

## Комерсиални продукти
- Partite® Acrylic Adhesives – предлагани от Parson Adhesives inc USA
- 3M™ Scotch-Weld™ Low Odor Acrylic Adhesives – предлагани от 3М Corporation USA
- Loctite® 6300™, Loctite® 3030, Loctite 3032 Structural Adhesive – предлагани от Henkel Group
- IPS 10300 Weld-On #3 Acrylic Adhesive, Weld-On 16 Acrylic Cement – предлагани от Weld-On USA
- LORD® 204 Acrylic Adhesive – предлагани от LORD USA
- Karndean Acrylic Adhesive
- BOSTIK Tensol 12 Cement Adhesive – предлагани от BOSTIK
- Scapa Acrylic Adhesives – предлагани от Scapa